# Isnello
Isnello település Olaszországban, Szicília régióban, Palermo megyében. Lakosainak száma 1306 fő (2023. január 1.). Isnello Cefalù, Gratteri, Petralia Sottana, Scillato, Castelbuono, Collesano és Polizzi Generosa községekkel határos.

## Népesség
A település lakossága az elmúlt években az alábbi módon változott:
| Lakosok száma | 1525 | 1545 | 1306 |
|               | 2017 | 2018 | 2023 |